# Архитектура постмодернизма в России
Постмодерни́зм — направление в мировой архитектуре, возникшее во 2-й половине 1960-х годов, как реакция на идеологию модернизма. Приверженцы постмодернизма опирались на традицию, а рациональности модернизма противопоставляли внимание к эмоциональному воздействию архитектуры. Для постмодернизма характерны внимание к контексту, стилевой плюрализм (доходивший до радикальных форм), историзм, учёт мнения заказчика и публики. Работы постмодернистов отличались игровым началом, иронией, театральностью, а также использованием метафор и символов.
Идеология постмодернизма возникла в архитектуре СССР во второй половине 1960-х годов, но в практику стилистические приёмы нового направления вошли только со второй половины 1970-х годов. Искусственное торможение развития советской архитектуры, ограниченное рамками модернизма, привело к тому, что постмодернизм достиг расцвета в постсоветский период, в архитектуре России 1990-х годов, когда за рубежом мода на него уже прошла.

## Постмодернизм в архитектуре СССР
Появление идеологии постмодернизма в советской архитектуре датируют серединой 1960-х годов. В этот период появляются сомнения в полезности установившейся к рубежу 1950—1960-х годов монополии техницизма в архитектуре. Толчок процессу дала тема охраны памятников — принятие Венецианской хартии и учреждение Международного совета ЮНЕСКО по охране памятников и исторических мест ИКОМОС, — нашедшая отражение в профессиональной печати и положившая начало критики советского модернизма, функционального зонирования, типового проектирования. В архитектурной мысли центральной проблемой становится художественно-эстетическая проблематика: возникают новые термины — «средовое проектирование», «экологический подход», «социально-культурный фактор» и др.

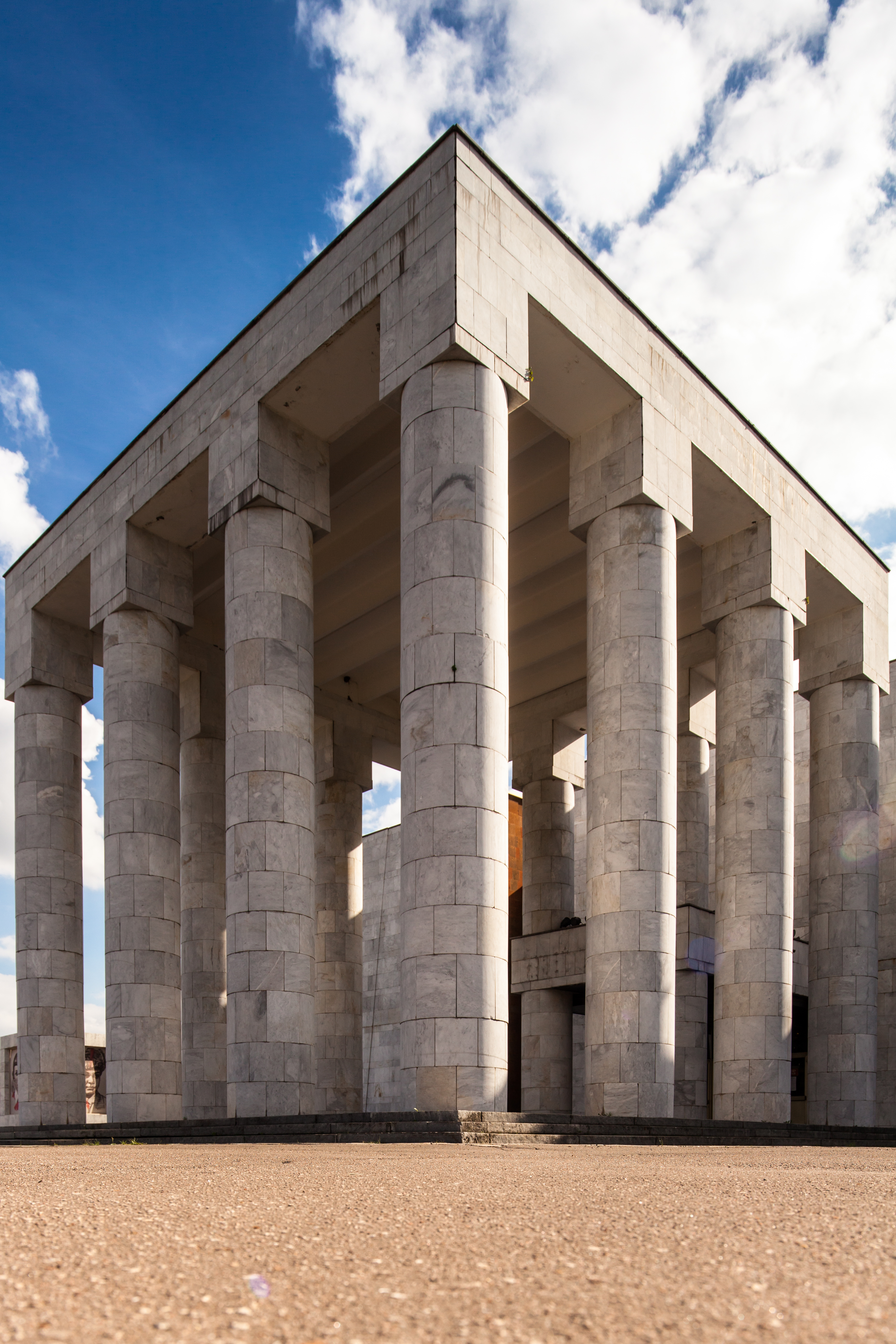
Новый музейный комплекс музея-заповедника Горки Ленинские (арх. Л. Н. Павлов, Л. Ю. Гончар) — один из первых образцов постмодернизма в советской архитектуре

Новые веяния долгое время не находили отражения в практике. Только со второй половины 1970-х годов происходит трансформация принципов формообразования, обогащение художественного языка, расширение палитры выразительных средств (вплоть до использования исторических мотивов и деталей), появляется использование ассоциаций и аллюзий. На это время пришлось формирование стилевых признаков советского постмодернизма и возникновение контекстуального проектирования, ставившего цель органично вписать здание в среду. Характерное для постмодернизма обращение к историзму (классицизму) нашло отражение в проекте музея В. И. Ленина в Горках (1974—1980, арх. Л. Н. Павлов, Л. Ю. Гончар); к игровой архитектуре — в проекте перестройки кукольного театра в Воронеже (1984, арх. Н. С. Тополев, В. Г. Фролов); к региональной архитектуре — в проекте восточной бани «Хамом» в Ташкенте (1971—1980, арх. А. С. Косинский и другие).
Способствовало процессу и изменение в конце 1960-х годов политики СССР в архитектурно-строительном деле. В партийно-правительственных постановлениях были подвергнуты критике «монотонность и однообразие застройки». Архитекторы достаточно быстро отреагировали на «замечания» партийных руководителей, возникли идеи «возродить на новых основах специфические черты архитектуры городов» и «найти современные средства выражения национального характера архитектуры народов России». Решением этих задач советская архитектура в целом занималась в 1970—1980-е годы. В этот же период произошёл всплеск интереса к национальному в архитектуроведческой литературе. В традициях русского зодчества возводят туристический комплекс в Суздале (1970), здание Дворца бракосочетаний на площади Революции в Белгороде (1980) и другие здания. Возникает интерес к архитектуре народов и народностей СССР: здание Дворца молодёжи в Ереване (1977), Музыкальный театр в Кызыле (1979), Дом Советов в Махачкале (1981). Использование принципа историзма явно прослеживалось в новом здании МХАТа на Тверском бульваре в Москве (1972).
Помимо историзма, традиционализма и обращения к местным традициям в советской архитектуре 1970—1980-х годов можно было обнаружить практически все перечисленные Чарльзом Дженкинсом черты постмодернизма: прямое воспроизведение (реконструкция Арбата в Москве в 1985 году и реконструкция Нижнего Пресненского моста в Москве в 1986 году); адхокизм; партисипацию (при строительстве жилых домов в Ленинграде в 1980-х годах стали практиковать оборудование квартир по заказам жильцов); метафоричность (Центр парусного спорта и здание Дворца культуры и спорта в Таллине 1980 года, проект здания цветочного магазина «Тюльпан» в Набережных Челнах 1984 года).
В 1980-х годах появляется новое поколение зодчих, работы которых были отмечены большой творческой свободой. Среди них: Александр Асадов, Михаил Хазанов, Александр Бродский, Илья Уткин, Михаил Белов, Михаил Крихели. Тем не менее, творческие поиски в архитектуре в направлении постмодернизма в тот период подвергались жёсткому прессингу, как административному, так и среди ортодоксально мысливших коллег-проектировщиков. Критике и административному давлению подверглись авторы проектов детского сада в переулке Джамбула в Ленинграде (1984, арх. С. П. Шмаков) и реконструкции кинотеатра «Победа» в Ростове-на-Дону (1982—1983, арх. Е. И. Миронов). В МАрхИ ставили неудовлетворительные оценки проектам, выполненным в постмодернистской стилистике. Догматизм в стилистической сфере обусловил и первоначальную волну гонений на «бумажную архитектуру» конца 1970—1980-х годов.
Результатом сложившейся ситуации стал искусственный процесс торможения развития советской архитектуры, её запаздыванию по сравнению с архитектурой Запада. Если за рубежом архитектура постмодернизма вышла из моды к концу 1980-х годов, то в России её расцвет пришёлся на 90-е годы XX века.

## Постмодернизм в архитектуре России

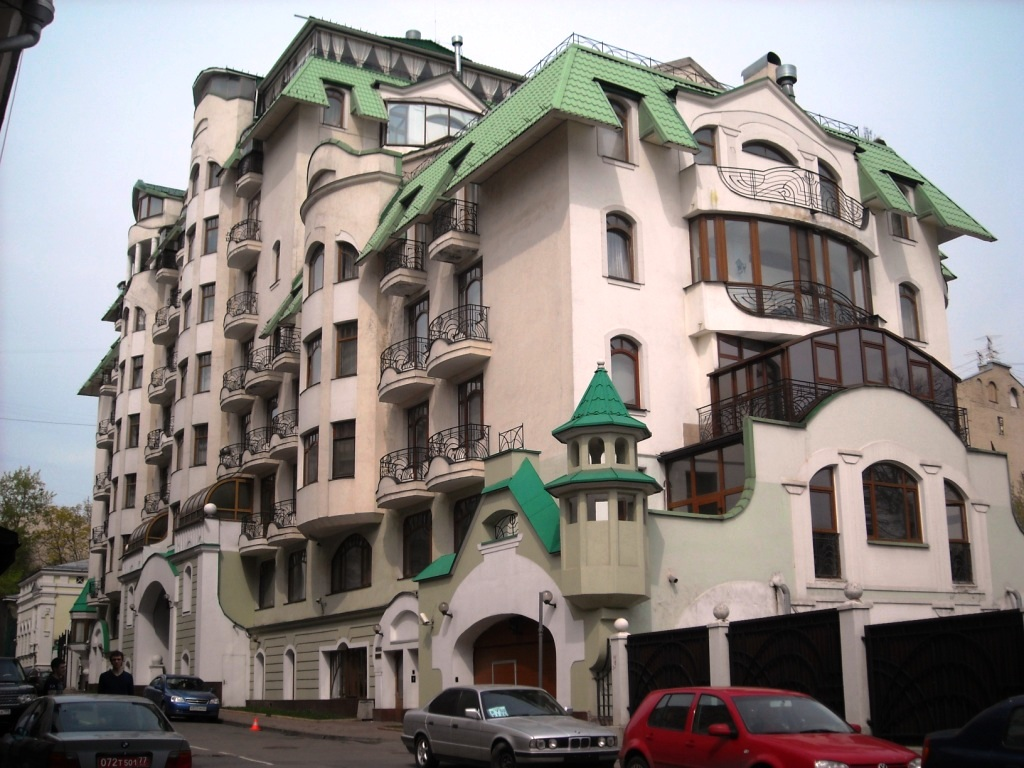
Жилой дом в Сеченовском переулке в Москве — пример стилизации неомодерна

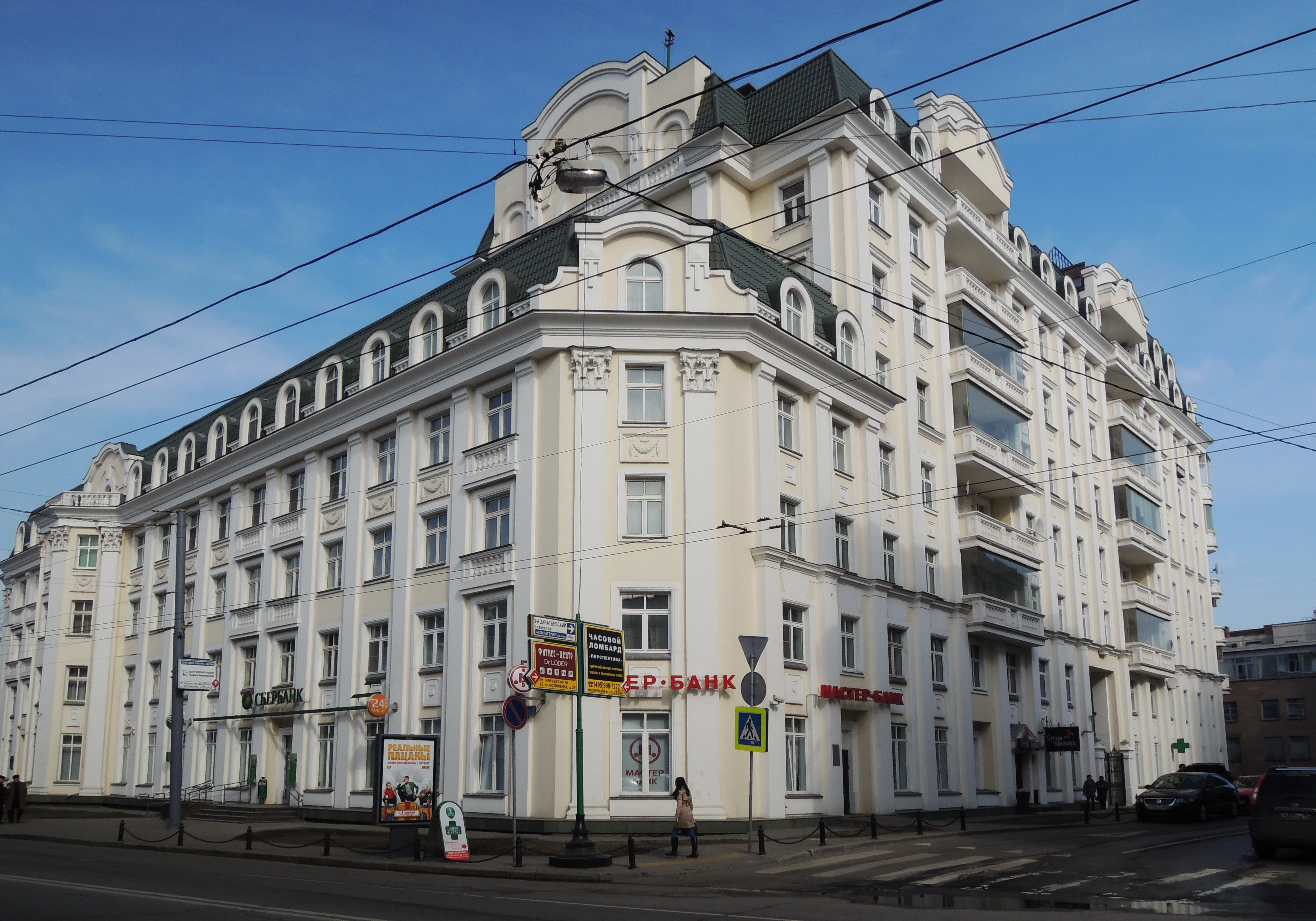
ЖК «Опера хаус» в Москве (1994—2001) — пример постмодернового классицизма

Говоря об архитектуре России, исследователи выделяют три фазы развития постмодернизма:
- Возникновение — конец 1980-х — начало 1990-х годов;
- Расцвет — середина и конец 1990-х годов;
- Закат — начало 2000-х годов.

В период перестройки и в постсоветский период архитекторы видели в зарубежной архитектуре вариант противодействия утвердившемуся с 1960-х годов технологизму, порождённому массовой типизацией и стандартизацией в строительстве. С исчезновением коммунистической политики и идеологии, наступила эстетика историзма. Архитекторы восприняли такой поворот с энтузиазмом: постмодернизм быстро распространился по России из столиц в провинцию, где прочно вошёл в практику, что подтверждается его существованием и в 2010-е годы в виде немногочисленных произведений на фоне вошедшего в моду неомодернизма.
В постсоветский период постмодернистский историзм приобрёл яро выраженные черты стилизации. Характерными примерами выступали жилой дом «Опера хаус» на улице Остоженка, 25 (1994—2001) и построенный в стиле Антонио Гауди жилой дом на углу Остоженки и Сеченовского переулка в Москве. Популярность приобрело цитирование исторических мотивов в подчёркнуто современных постройках, как например в частных жилых домах в Славенском конце в Новгороде.
Широкое распространение в 1990-е годы приобрело прямое воспроизведение, принимавшее форму «копий-новоделов», рассматривавшаяся как экономически более целесообразный вариант, чем сложная реставрация подлинников. Яркие примеры — новодел в Столешниковском переулке, 12 в Москве, построенный на месте снесённого в 1997 году здания XVIII века; новодел 2006 года на Страстном бульваре, 9, заменивший дом А. В. Сухово-Кобылина 1820 года постройки. Самый известный пример такого подхода — воссоздание в 1995—2000 годах Храма Христа Спасителя по проекту Михаила Посохина, Алексея Денисова и др. Возведённый новодел имел мало общего с историческим зданием.

## Особенности русского постмодернизма
- Формализм

Архитектуру постмодернизма в России называют новой эклектикой, которая подобно эклектике XIX века предоставила архитекторам свободу выбора исторических эпох, стилей и культур. Если на западный постмодернизм большое влияние оказали теоретические и философские концепции (деконструкции, метафоричности литературного языка, цитатного контекста, теории символов, пародии), то в России была воспринята только внешняя форма конструкций и декора. В русской архитектуре практически отсутствовали постройки, характеризовавшиеся метафоричностью и пародийностью.
- Ориентированность на модерн

Российские архитекторы при многообразии творческих поисков в большинстве случаев обращались к стилистике модерна рубежа XIX—XX веков, воспринимая его как наиболее выразительный пример синтеза нового и исторического. Такая направленность привела к возникновению неомодерна, а позже и нового неоклассицизма.
- Театральность

Характерной чертой русского постмодернизма была театрализация среды: на современные архитектурные формы накладывались театральные декорации в виде внешнего декора. Театральность позволяла архитекторам использовать любые исторические стили и произвольно соединять их воедино, создавая гибридную архитектуру, а также адаптировать современные здания к контексту и изучать историю.
- Средовой подход

Термин «средовой подход» вошёл в русскую архитектурную практику в конце 1970-х годов и обозначал метод в проектировании, в котором приоритет отводился факторам окружающего пространства — культурно-историческому подтексту. Со временем термин стал употребляться в нормативно-правовых документах, регулирующих архитектурную деятельность. Первоначально средовой подход бытовал в области архитектурной теории и отражал осознание необходимости учёта визуального и эмоционального влияния вновь возводимых объектов в исторической части города. По мере того, как накапливался негативный опыт строительства современных модернистских зданий, безразличных к окружению, появилось осознание, что такой подход может окончательно уничтожить архитектурную среду исторических городов (яркий пример — строительство Нового Арбата в Москве). В архитектуре рождается новое направление, направленное на сохранение историко-архитектурной среды.
Параллельно в зарубежной архитектуре стали воплощаться теоретические принципы «контекстуализма». Европейский «контекстуализм» и советский/российский «средовой подход» — родственные понятия, имеющие много общего, так как преследовали схожую цель. Тем не менее, существовали и существенные различия:
- Методы. В странах Запада «контекстуализм» предполагал свободное участие потребителя в проектировании. В СССР средовой метод реализовывался в рамках административно-командного управления всеми процессами.
- Различие в трактовках понятия «городской среды», как объекта приложения метода. Александр Раппопорт считал, что средовой подход — часть глобальной культурной тенденции, направленной на сохранение историко-культурной среды. Вторая точка зрения сводится к пониманию «контекстуализма» как просто стилистического течения в архитектуре постмодернизма, направленного на визуальное соотнесение нового объекта с окружающей застройкой и средой.

Основателем доктрины российского «средового подхода» считают Алексея Гутнова, сторонника концепции пешеходных улиц в центрах городов, под руководством которого был реализован проект реконструкции Арбата в пешеходную улицу. С начала 1990-х годов метод средового подхода гармонично встроился в стилистику российского постмодернизма, став частью постмодернистской проектной культуры.

## Направления постмодернизма

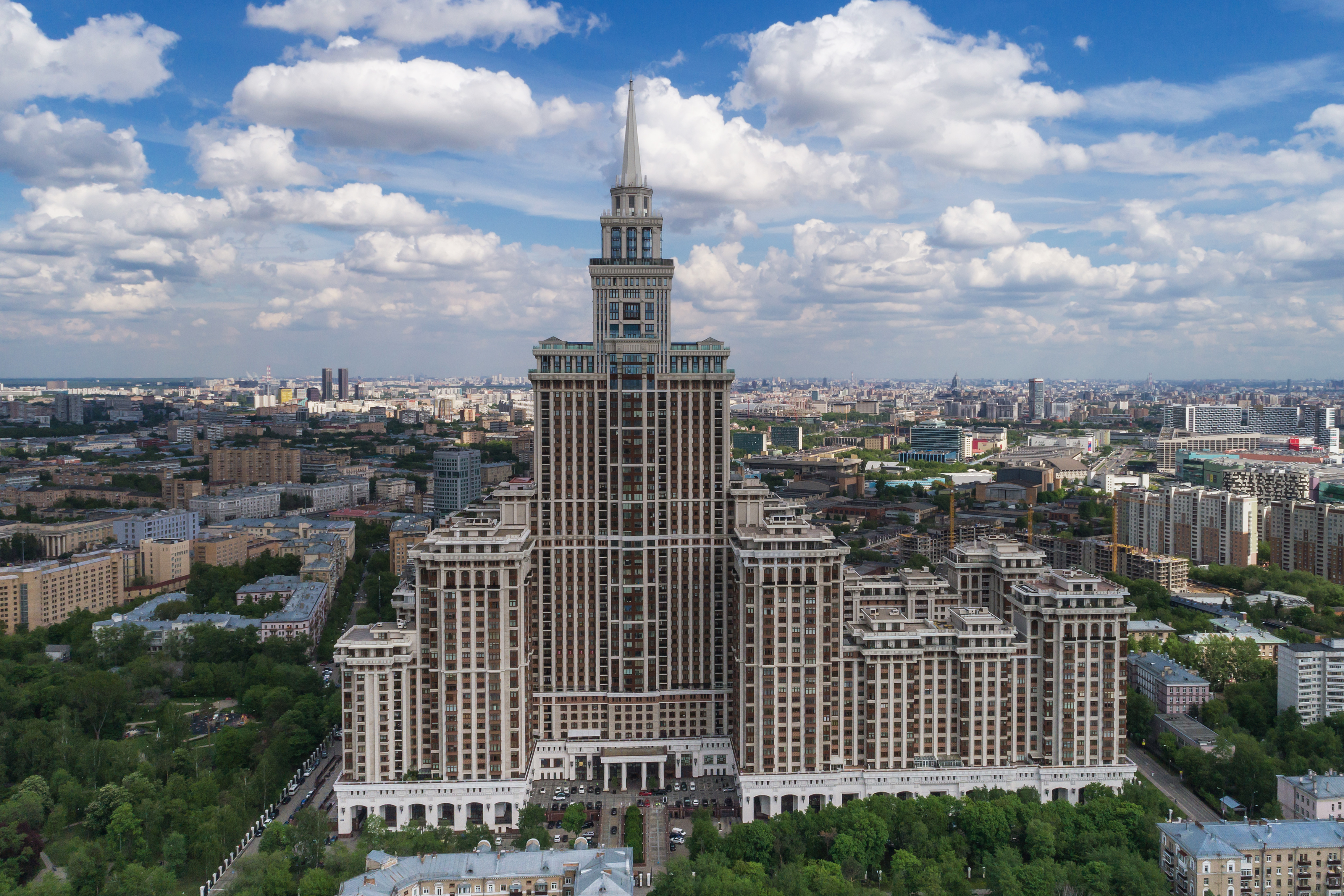
«Триумф-Палас» (2003)

Общие шесть направлений постмодернистской архитектуры выявил исследователь Чарльз Дженкс. В России наибольшее распространение получили три из них: историзм, частичный историзм и контекстуализм.
- Историзм

Постмодернистский историзм с одной стороны использовал в своём художественном языке знаки, отсылавшие к историческим образцам. С другой стороны, отличался театрализацией и игровыми элементами. Данное направление было характерно тем, что появлялись «здания-копии», претендовавшие на воссоздание образцов прошлого. Характерными примерами направления стали: гостиница на площади Островского в Санкт-Петербурге (2002—2008, арх. Е. Л. Герасимов), жилой комплекс «Триумф-Палас» в Москве (2003, арх. С. Б. Ткаченко).
- Частичный историзм, или полуисторизм

Данное направление не ставил целью точное воспроизведение какого-либо исторического образца. В нём использовались либо отдельные цитаты из прошлого, либо свободные вариации на тему исторической архитектуры. Характерные примеры направления: комплекс Международного культурного центра «Красные холмы» в Москве (арх. Ю. П. Гнедовский, В. Д. Красильников), комплекс зданий квартала 130 в Центральном районе Санкт-Петербурга (2004, арх. М. А. Мамошин).
- Контекстуализм

Данное направление заключалось в визуальном (стилистическом, цветовом, масштабном) соотнесении объекта с окружающей застройкой и средой в целом. Характерные примеры контекстуализма: жилой дом в неомодерне на улице Профессора Попова, 27 в Санкт-Петербурге (2002, арх. А. А. Столярчук), здание гостиницы «Тверская» в Москве (1995—1997, арх. А. Локтев).

## Критика
Российский вариант постмодернизма критиковался за отсутствие содержательности, подмену творческой работы вычурностью. Алексей Комеч считал, что под российским постмодернизмом следует понимать скорее свободу «комбинирования форм любой эпохи и любого стиля на основе высоких технологий», когда «цельность замысла, его функциональная обусловленность, красота общего пространственного решения заменяются дорогими облицовочными материалами или вычурными декоративными структурами: башенками, шатрами, пустыми пирамидами, ложными консолями и прочее».
Радикальная форма постмодернизма в архитектуре Москвы, получившая название лужковский стиль, критикуется за китчевость, пошлость, неуместность в архитектурной среде города.